# HMS Salvia (K97)
«Салвіа» (англ. HMS Salvia (K97) — військовий корабель, корвет типу «Флавер» Королівського військово-морського флоту Великої Британії за часів Другої світової війни.
Корвет «Салвіа» був закладений 26 вересня 1939 року на верфі компанії William Simons and Company у Ренфрю. 6 серпня 1940 року він був спущений на воду, а 20 вересня 1940 року увійшов до складу Королівських ВМС Великої Британії.
Корабель брав участь у бойових діях на морі в Другій світовій війні, бився переважно на Середземному морі, супроводжував конвої. 23 грудня 1941 року корвет врятував близько 100 людей із затопленої поблизу лівійського узбережжя німецьким підводним човном U-559 британської плавучої в'язниці «Шантін». Вже за декілька годин інший ПЧ U-568 торпедував «Салвію» приблизно на відстані 100 миль західніше Александрії, куди прямував корвет. У наслідок атаки загинули усі члени екіпажу та врятовані (серед яких було багато італійських та німецьких військовополонених), ніхто не врятувався.

## Історія

### 1940
Після введення в експлуатацію «Салвіа» перейшов до Тоберморі, звідкіля до Ліверпуля й 16 листопада вийшов разом з однотипними корветами «Піоні», «Гайоцинт», «Глоксініа» до 10-ї групи корветів, що базувалися на Середземному морі в Александрії. 23 листопада кораблі прибули до Гібралтару, де відразу підключилися до виконання першого бойового завдання.
У листопаді 1940 року корвет «Салвіа» залучався до проведення операції «Коллар». Операція Collar була спланована командуванням британських ВМС, як комплексна операція з проведення конвою з необхідним вантажем для військ, що дислокувалися на Мальті, у Греції та на Криті. Одночасно за задумом флотського керівництва здійснювався перехід кількох кораблів до нових баз і перекидання військ морем. Для реалізації всіх завдань наявні військово-морські сили було поділено на 3 оперативні групи: оперативна група «B», оперативна група «F» та оперативна група «D».
25 листопада конвой «Коллар» пройшов через Гібралтарську протоку й увійшов до Середземного моря. Військові транспортні судна Clan Forbes і Clan Fraser прямували з вантажем на Мальту, водночас транспорт New Zealand Star продовжував свій шлях до бухти Суда у супроводі есмінців: «Дункан», «Готспар», «Велокс», «Відет», «Реслер» і корветів: «Піоні», «Салвіа», «Глоксініа», «Гайоцинт». З есмінців тільки «Велокс» і «Реслер» прикривали судна в Сицилійській протоці.
Далеке прикриття конвою в східній частині Середземного моря забезпечувала оперативна група «С» Середземноморського флоту: авіаносець «Ігл», лінкори «Малайя» і «Барем».
Вихід британського флоту з Александрії привернув увагу італійців і в 12:00 26 листопада потужні сили італійського флоту під командуванням адмірала І.Кампіоні висунулися в район мису Спартівенто, Сардинія (на відстані близько 350 миль) з наміром перехопити мальтійський конвой та раптовим ударом завдати поразки противникові.
27 листопада відбулася битва, яка згодом стала відома як бій біля мису Спартівенто, а з італійського боку — бій біля мису Теулада. Незважаючи на деяку перевагу в силах на початок битви, італійці не наважилися скористатися своєю перевагою та розгромити противника. У цілому морський бій тривав лише 54 хвилини, і обидва флоти, не скориставшись результатами швидкоплинного вогневого контакту між бойовими кораблями, відступили з поля битви.
У грудні корвет залучався до супроводження конвою ME-5А, що прямував з Мальти й складався з порожніх транспортних суден, які переганяли до Александрії: Breconshire, Clan Ferguson, Clan Macaulay і Memnon. 20 грудня конвой вийшов після полудня в супроводі крейсера ППО «Калькутта», есмінця «Райнек» і корветів «Гайоцинт», «Піоні» і «Салвіа» і 23 грудня неушкодженим прибув до Александрії.

### 1941
10 січня 1941 року з Мальти вийшов конвой ME-6, який включав тихохідні вантажні судна Devis, Hoegh Hood, Rodi, Trocas, Volo і танкери Plumleaf і Pontfield, під охороною трьох корветів: «Гайоцинт», «Піоні» й «Салвіа». Уранці крейсери «Аякс», «Орайон», «Перт» і «Йорк» зустріли конвой і приєдналися до нього, посиливши його охорону. Незабаром на захисті конвою лишився тільки крейсер «Йорк»; корвети разом з іншими крейсерами пішли до бухти Суда. Есмінець «Нубіан» приєднався до конвою о 08:00 12 січня, змінивши «Йорк», який залишив конвой в 10:00 того ж дня. Конвой без втрат прибув до Александрії 13 січня.
У грудні 1941 року в ході кампанії в Західній Пустелі, «Салвіа» вийшов у складі конвою TA 5 з Тобруку до Александрії. 23 грудня близько 19:02 біля узбережжя Киренаїки, у східній Лівії, німецький підводний човен U-559 капітан-лейтенанта Ганса Гайдтмана торпедував британську плавучу в'язницю «Шантін», на якій перебувало від 800 до 1000 італійських та німецьких військовополонених, захоплених у боях у Північній Африці, під охороною 40 британських солдатів. Судно затонуло за 5 хвилин, не встигнувши спустити на воду навіть рятувальні шлюпки. Екіпаж «Салвії» встигнув врятувати декілька офіцерів судна, а також близько 100 військовополонених, що опинилися у воді. Ескортний міноносець типу «Хант» «Хітроп» врятував також з води від 11 до 19 постраждалих.
Близько 01:35 24 грудня 1941 року приблизно на відстані 100 миль західніше Александрії, куди прямував корвет, інший ПЧ, U-568, торпедував «Салвію» чотирма торпедами. Одна з них влучила в центр корабля, переломивши його навпіл і спровокувавши виливання бункерної нафти на поверхню моря. Паливо спалахнуло, і корвет швидко затонув. «Піоні» вжив спробу знайти вцілілих, проте ніхто не врятувався.